# Список послов Албании в России
Албания установила дипломатические отношения с Советским Союзом 7 апреля 1924 года. В последующие десятилетия отношения между двумя странами стали ухудшаться, и 25 ноября 1961 года советское правительство по указанию премьера Н.Хрущёва отозвало своего посла Иосифа Шикина. Две страны восстановили дипломатические отношения, чему снова способствовал распад Советского Союза (его преемницей стала Россия) и падение коммунизма в Албании. 

## Список дипломатических представителей Албании в СССР и России (с 1946 года по настоящее время)
| No.                                              | Имя              | титул | годы в должности | годы в должности |
| 1                                                | Костандин Ташко  | посол | 1946 г.          | 1948 г.          |
| 2                                                | Михал Прифти     | посол | 1948 г.          | 1954 г.          |
| 3                                                | Васил Натанаили  | посол | 1954 г.          | 1957 г.          |
| 4                                                | Нести Насэ       | посол | 1958 г.          | 1961 г.          |
| Дипломатические связи приостановлены (1961–1991) |                  |       |                  |                  |
| 5                                                | Пертеф Хасаматай | посол | 1991 г.          | 1992 г.          |
| 6                                                | Арбен Чичи       | посол | 1992 г.          | 1997 г.          |
| 7                                                | Шпетим Чучка     | посол | 1997 г.          | 1998 г.          |
| 8                                                | Шакир Вукай      | посол | 1998 г.          | 2001 г.          |
| 9                                                | Авни Джелили     | посол | 2001 г.          | 2005 г.          |
| 10                                               | Халит Фуррику    | посол | 2005 г.          | 2006 г.          |
| 11                                               | Теодор Лако      | посол | 2006 г.          | 2009 г.          |
| 12                                               | Сокол Джока      | посол | 2009 г.          | 2014             |
| 13                                               | Арбен Газиони    | посол | 2014             | Настоящее время  |